# Tibi-Yarcé
Tibi-Yarcé est une localité située dans le département de Pissila de la province du Sanmatenga dans la région Centre-Nord au Burkina Faso.

## Économie
L'agro-pastoralisme est l'activité principale de Tibi-Yarcé.

## Éducation et santé
Le centre de soins le plus proche de Tibi-Yarcé est le centre de santé et de promotion sociale (CSPS) de Pissila tandis que le centre hospitalier régional (CHR) se trouve à Kaya.
Durant de nombreuses années le village ne possèdait pas d'école primaire jusqu'à la construction en mai 2017 (active dès la rentrée suivante) d'une école publique avec des fonds de solidarité récoltés par la commune française de Lessy en Moselle,.